# Nazionale maschile di beach soccer della Costa d'Avorio
La nazionale di beach soccer della Costa D'Avorio rappresenta la Costa d'Avorio nelle competizioni internazionali di beach soccer.

## Rosa Attuale
| N. |                           | Ruolo | Calciatore           |
| -- | ------------------------- | ----- | -------------------- |
| 1  | Costa d'Avorio (bandiera) | P     | Yaya Bakayoko        |
| 2  | Costa d'Avorio (bandiera) | A     | Landry Djimi         |
| 3  | Costa d'Avorio (bandiera) | D     | Isaac Beda           |
| 4  | Costa d'Avorio (bandiera) | A     | Guy Djedjed          |
| 5  | Costa d'Avorio (bandiera) | D     | Lacine Diomande      |
| 6  | Costa d'Avorio (bandiera) | D     | Mamadou Diarrassouba |

| N. |                           | Ruolo | Calciatore         |
| -- | ------------------------- | ----- | ------------------ |
| 7  | Costa d'Avorio (bandiera) | A     | Bile Kablan        |
| 8  | Costa d'Avorio (bandiera) | A     | Moustapha Sakanoko |
| 9  | Costa d'Avorio (bandiera) | A     | Kouassitchi Daniel |
| 10 | Costa d'Avorio (bandiera) | A     | Thierry Bahi       |
| 11 | Costa d'Avorio (bandiera) | A     | Eric Tchetche      |
| 12 | Costa d'Avorio (bandiera) | P     | Armand Kouadio     |